# It's a Sin (serie de televisión)
It's a Sin es una serie de televisión dramática para el canal británico Channel 4 cuyo estreno fue el 22 de enero de 2021. Escrita y creada por Russell T Davies y desarrollada por Red Production Company, la miniserie de cinco capítulos está ambientada en Londres desde 1981 a 1991. Representa la vida de un grupo de amigos homosexuales que vivieron durante la crisis del VIH/sida en el Reino Unido. It's a Sin cuenta con un elenco principal formado por Olly Alexander como Ritchie Tozer, Omari Douglas como Roscoe Babatunde y Callum Scott Howells como Colin Morris-Jones, quienes se mudan a Londres. Lydia West, Nathaniel Curtis y David Carlyle interpretan a los personajes de Jill Baxter, Ash Mukherjee y Gregory Finch respectivamente. Juntos forman el conjunto de amigos que protagonizan estos cinco episodios.

## Sinopsis
La serie sigue a un grupo de hombres homosexuales que se mudaron a Londres en 1981. Forman un grupo de amigos, pero la crisis del VIH / SIDA que se desarrolla rápidamente en el Reino Unido afecta sus vidas. En más de cinco episodios, se muestra al grupo viviendo toda una década hasta 1991, cuando están decididos a vivir ferozmente a pesar de la amenaza que el VIH representa para ellos.

## Elenco

### Protagonistas
- Olly Alexander como Ritchie Tozer[2]
- Omari Douglas como Roscoe Babatunde[2]
- Callum Scott Howells como Colin Morris-Jones[2]
- Lydia West como Jill Baxter[2]
- Nathaniel Curtis como Ash Mukherjee[2]
- David Carlyle como Gregory Finch

### Recurrentes
- Keeley Hawes como Valerie Tozer[2]
- Shaun Dooley como Clive Tozer[2]
- Tracy Ann Oberman como Carol Carter[2]
- Neil Patrick Harris como Henry Coltrane[2]
- Stephen Fry como Arthur Garrison[2]
- Moya Brady como Millie
- Neil Ashton como Grizzle
- William Richardson como Mr Brewster
- Ashley McGuire como Lorraine Fletcher
- Calvin A. Dean como Clifford
- Nathaniel Hall como Donald Bassett
- Jill Nalder como Christine Baxter
- Andria Doherty, como Eileen Morris-Jones[2]
- Nathan Sussex como Pete
- Toto Bruin como Lucy Tozer
- Shaniqua Okwok como Solly Babatunde
- Michelle Greenidge como Rosa Babatunde
- Delroy Brown como Oscar Babatunde
- Ken Christiansen como Karl Benning[3]

## Episodios
| N.º | Título                   | Dirigido por | Escrito por      | Fecha de lanzamiento original | Audiencia (millones) |
| --- | ------------------------ | ------------ | ---------------- | ----------------------------- | -------------------- |
| 1   | «Episode 1» «Episodio 1» | Peter Hoar   | Russell T Davies | 22 de enero de 2021           | 5.02                 |
| 2   | «Episode 2» «Episodio 2» | Peter Hoar   | Russell T Davies | 29 de enero de 2021           | 5.11                 |
| 3   | «Episode 3» «Episodio 3» | Peter Hoar   | Russell T Davies | 5 de febrero de 2021          | 5.26                 |
| 4   | «Episode 4» «Episodio 4» | Peter Hoar   | Russell T Davies | 12 de febrero de 2021         | 5.84                 |
| 5   | «Episode 5» «Episodio 5» | Peter Hoar   | Russell T Davies | 19 de febrero de 2021         | 6.10                 |

## Producción

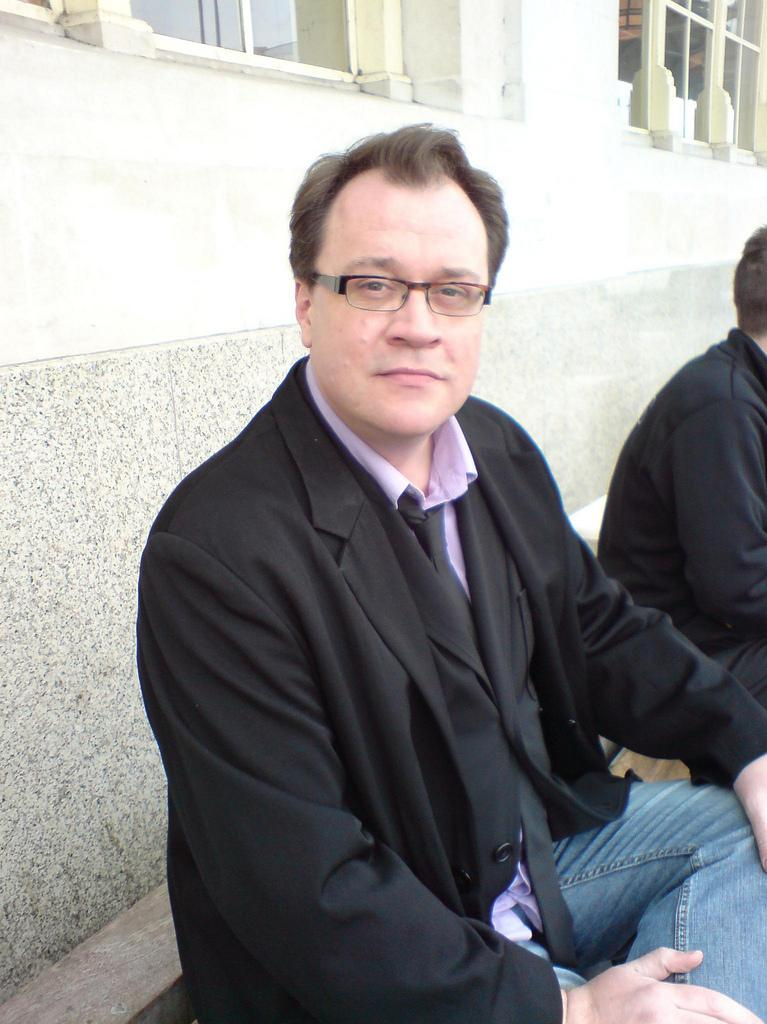
It's a Sin está escrita y desarrollada por Russell T Davies.

### Desarrollo
Los planes de Davies de escribir una serie que describa la vida gay durante la década de 1980 y la crisis del SIDA en el Reino Unido se basaron en sus propias experiencias y en las de sus amigos, y para conmemorar a la generación que perdió la vida a causa de la enfermedad. Davies dio a conocer por primera vez su participación en la serie en enero de 2015, y le dijo a Ben Dowell de Radio Times en 2016 que era "la pieza más basada en la investigación que haré". Davies ha afirmado que inicialmente fue difícil presentar el guion a las emisoras debido al tema "difícil". Davies pasó un año entero tratando de cerrar un trato y dos emisoras se negaron a encargar el programa. El programa se lanzó originalmente a la primera opción de Davies, Channel 4, pero se negaron a encargarlo. Luego se le ofreció la serie a BBC One, pero ellos también la rechazaron, e ITV decidió que no estaban listos para transmitir dicha serie. El editor comisionado de drama de Channel 4, Lee Mason, originalmente quería que su organización encargara el programa. Esperó hasta que se produjo un cambio significativo de personal en el Canal 4 y luego lanzó la idea con éxito. Davies originalmente concibió el programa como un drama de ocho partes, pero Channel 4 solicitó que se limitara a cinco episodios.

### Casting
La mayoría del elenco del programa se anunció en octubre de 2019. Olly Alexander, vocalista de la banda Years & Years, interpretó a Ritchie Tozer. Su personaje es un adolescente gay que se muda a Londres en 1981 durante los primeros días de la crisis. En su debut televisivo, Omari Douglas fue contratado para interpretar a Roscoe Babatunde, un hombre de una familia nigeriana que lo repudió por su sexualidad. El actor galés Callum Scott Howells fue elegido para su primer papel en televisión interpretando a Colin Morris-Jones, un hombre gay de Gales. Lydia West interpreta a Jill Baxter en la serie. Ella organizaba regularmente reuniones temáticas de la década de 1980 para ayudar al elenco a lidiar con el tema emocional del programa. Nathaniel Curtis audicionó con éxito para el papel de Ash Mukherjee. Trabajaba en teatro cuando descubrió el papel por primera vez y dijo que "se enamoró instantáneamente" del guion. David Carlyle interpreta a Gregory Finch, un personaje "vibrante" y "travieso" que trabaja como conductor de autobús.

## Lanzamiento
El 14 de enero de 2020 se filtró una imagen de primer vistazo a través de un comunicado de prensa entregado a los asistentes a un evento de prensa del Channel 4. La serie estaba originalmente programada para su lanzamiento en 2020. El 2 de octubre de 2020, Channel 4 lanzó el primer avance oficial con un comunicado donde reflejaba su estreno para 2021. El 17 de diciembre de 2020, se lanzó el tráiler completo.
En Irlanda y el Reino Unido, la serie se estrenó el 22 de enero de 2021 en Channel 4. Poco después de la transmisión del primer episodio, todos los episodios estaban disponibles para su transmisión de forma gratuita en el servicio de transmisión a pedido de Channel 4, All 4. Coincidiendo con la transmisión, la banda Years & Years lanzó una versión de la canción "It's a Sin", que originalmente fue interpretada por los Pet Shop Boys. El lanzamiento, utilizado para promover la serie, también se utilizó para recaudar fondos para George House Trust, una organización benéfica que apoya a las personas que viven con el VIH.
Red Production Company se asoció con All3Media para la distribución internacional de It's a Sin. En Australia se lanzó en el servicio de transmisión Stan el 23 de enero de 2021, así como en TVNZ en Nueva Zelanda. Amazon Prime Video adquirió los derechos para transmitir en Canadá y se transmitirá en Canal + en Francia. En diciembre de 2019 se anunció que HBO Max había adquirido los derechos estadounidenses de la serie. Se transmitirá en Estados Unidos por HBO Max a partir del 18 de febrero de 2021.

## Recepción

### Recepción crítica
La serie ha sido descrita como un "éxito arrollador" tras su lanzamiento en el Reino Unido. Rotten Tomatoes informó una calificación de aprobación del 98% según 52 revisiones, con una calificación promedio de 9.29 / 10. El consenso de los críticos del sitio web escribe: "Impulsada por un elenco exquisito, una escritura empática y un estilo visual distintivo, It's a Sin es una hazaña increíble de la pequeña pantalla". Metacritic le dio a la serie una puntuación media ponderada de 91 de 100 sobre la base de 24 rewiers, lo que indica una "aclamación universal".

### Premios y nominaciones
| Año  | Premiación                           | Categoría                                              | Nominado(s)    | Resultado | Ref.   |
| ---- | ------------------------------------ | ------------------------------------------------------ | -------------- | --------- | ------ |
| 2021 | Banff Rockie Awards                  | Programa del año                                       | It's A Sin     | Ganador   | [ 23 ] |
| 2021 | Festival de Televisión de Montecarlo | Mejor serie                                            | It's A Sin     | Ganador   | [ 24 ] |
| 2021 | Festival de Televisión de Montecarlo | Mejor actriz                                           | Lydia West     | Ganadora  | [ 24 ] |
| 2021 | Premios TCA                          | Mejor logro para una miniserie, telefilme o variedades | It's a Sin     | Nominada  | [ 25 ] |
| 2021 | Premios de Televisión de Venecia     | Mejor Serie de TV                                      | It's a Sin     | Ganadora  | [ 26 ] |
| 2022 | Premios Satellite                    | Mejor miniserie                                        | It's a Sin     | Pendiente | [ 27 ] |
| 2022 | Premios de la Crítica Televisiva     | Mejor película/miniserie                               | It's a Sin     | Nominada  | [ 28 ] |
| 2022 | Premios de la Crítica Televisiva     | Mejor actor en película/miniserie                      | Olly Alexander | Nominado  | [ 28 ] |